# Athletic Club 1987-1988
Questa voce raccoglie le informazioni riguardanti l'Athletic Club nelle competizioni ufficiali della stagione 1987-1988.

## Stagione
- Primera División: 4°
- Copa del Rey: Dopo aver eliminato il Linares al primo turno (doppia vittoria 1-0 e 0-2), negli ottavi di finale l'Athletic viene eliminato dal Real Madrid Castilla dopo i calci di rigore (2-1 e 1-2 i risultati).

## Rosa
| N. |                    | Ruolo | Calciatore            |
| -- | ------------------ | ----- | --------------------- |
|    | Spagna (bandiera)  | P     | Francisco Iruarrizaga |
|    | Brasile (bandiera) | P     | Biurrun               |
|    | Spagna (bandiera)  | D     | Patxi Ferreira        |
|    | Spagna (bandiera)  | D     | Genar Andrinua        |
|    | Spagna (bandiera)  | D     | Andoni Aiarza         |
|    | Spagna (bandiera)  | D     | Íñigo Liceranzu       |
|    | Spagna (bandiera)  | D     | Patxi Salinas         |
|    | Spagna (bandiera)  | D     | Iñigo Lizarralde      |
|    | Spagna (bandiera)  | D     | Rafael Alkorta        |
|    | Spagna (bandiera)  | C     | Joseba Agirre         |
|    | Spagna (bandiera)  | C     | Josu Urrutia          |
|    | Spagna (bandiera)  | C     | Enrique Ayúcar        |

| N. |                   | Ruolo | Calciatore          |
| -- | ----------------- | ----- | ------------------- |
|    | Spagna (bandiera) | C     | Miguel de Andrés    |
|    | Spagna (bandiera) | C     | Ander Garitano      |
|    | Spagna (bandiera) | C     | Juan José Elgezabal |
|    | Spagna (bandiera) | C     | José Ramón Gallego  |
|    | Spagna (bandiera) | C     | Luis Fernando       |
|    | Spagna (bandiera) | C     | Ismael Urtubi       |
|    | Spagna (bandiera) | A     | Estanislao Argote   |
|    | Spagna (bandiera) | A     | Félix Sarriugarte   |
|    | Spagna (bandiera) | A     | Pedro Uralde        |
|    | Spagna (bandiera) | A     | Ricardo Mendiguren  |
|    | Spagna (bandiera) | A     | Manuel Sarabia      |
|    | Spagna (bandiera) | A     | Roberto Martinez    |

### Staff tecnico
- Allenatore:  Howard Kendall

Come da politica societaria la squadra è composta interamente da giocatori nati in una delle sette province di Euskal Herria o cresciuti calcisticamente nel vivaio di società basche.

## Statistiche
| Presenze - 38: Uralde - 37: Agirre - 36: Biurrun - 35: Ferreira - 34: Uturbi - 32: Patxi Salinas - 29: Andrinua - 27: Lizarralde - 25: Argote - 23: Gallego - 21: Alkorta, Elgezabal - 20: Liceranzu - 19: Aiarza, Luis Fernando - 17: Mendiguren, Sarabia - 11: Sarriugarte, Roberto Martinez - 7: Ayúcar - 2: Garitano, Iruarrizaga - 1: Urrutia - 0: De Andrés | Marcatori - 15: Uralde - 9: - 6: Ferreira - 4: Sarabia - 3: Agirre, Mendiguren - 2: Urtubi, Andrinua, Argote, Gallego, Liceranzu, Sarriugarte - 1: Patxi Salinas, Alkorta, Elgezabal, Aiarza, Roberto Martinez |